# La Roca de Montpol
La Roca de Montpol és una muntanya de 1.007 metres que es troba al municipi de Lladurs, a la comarca catalana del Solsonès.